# San José El Ídolo
San José El Ídolo är en kommunhuvudort i Guatemala.   Den ligger i departementet Departamento de Suchitepéquez, i den sydvästra delen av landet, 100 km väster om huvudstaden Guatemala City. San José El Ídolo ligger 205 meter över havet och antalet invånare är 2 412.
Terrängen runt San José El Ídolo är huvudsakligen platt, men österut är den kuperad. Terrängen runt San José El Ídolo sluttar söderut. Runt San José El Ídolo är det ganska tätbefolkat, med 78 invånare per kvadratkilometer. Närmaste större samhälle är Mazatenango, 13,2 km nordväst om San José El Ídolo. Omgivningarna runt San José El Ídolo är en mosaik av jordbruksmark och naturlig växtlighet.